# Ozero Glublja
Ozero Glublja (ryska: Озеро Глубля) är en sjö i Belarus.   Den ligger i voblasten Minsks voblast, i den norra delen av landet, 140 km nordväst om huvudstaden Minsk. Ozero Glublja ligger 170 meter över havet.
I omgivningarna runt Ozero Glublja växer i huvudsak blandskog. Runt Ozero Glublja är det glesbefolkat, med 19 invånare per kvadratkilometer.